# Comtat de Tours
El comtat de Tours fou una jurisdicció feudal de França centrada a la ciutat de Tours. Ja existia en temps dels carolingis.

## Comtes carolingis
- ???-828 - Hug de Tours i de l'Alta Alsàcia (Sundgau) anomenat Hug el Mandrós (765 - † 837), de la família dels Eticònides, destituït el 828.[1] Fou el pare de Berta, l'esposa de Girard del Rosselló.
- Vivià, comte vers la meitat del segle IX.[2]
- 860-866: Robert el Fort († 866), marquès de Nèustria[3]
- 866-886: Hug l'Abat († 886), cunyat de Robert el Fort i net d'Hug el Mandrós[4]
- 886-888: Odó († 898), rei de França el 898, fill gran de Robert el Fort
- el 902: Robert, potser el germà del precedent[5]

## Vescomtes de Tours
Durant el govern d'Hug l'Abat que administrava diversos comtats, es van designar a Tours vescomtes en el sentit inicial del terme, és a dir el representant del comte que feia les funcions comtals en absència del titular:
- Hardrad (mort després de 898)
- vers 878-888: Ingelger, instal·lat com a representant reial a Tours per Lluís II el Tartamut.[6]
- ?909: Folc I († ap.941), comte d'Anjou, vescomte de Tours.[6]
- ???-943: Tibald el vell († 943), vescomte de Blois.[7]
- 943-975: Tibald I el Trampós († 975), comte de Blois i de Chartres, fill.[7]

casat amb Liutgarda de Vermandois.
Aprofitant les lluites al regne agafa el títol de comte de Tours quan només era vescomte.

## Comtes de Tours

### Tibaldians
- 975-995: Eudes I († 995), comte de Blois, de Chartres, de Tours, de Châteaudun, de Provins i de Reims (982-995), fill.[7]

casat amb Berta de Borgonya.
- 995-1004: Tibald II († 1004), comte de Blois, Chartres, Tours, Chateaudun, Provins i Reims, fill.

- 1004-1037: Eudes II († 1037), comte de Blois, de Chartres, de Tours, de Chateaudun, de Provins, de Reims, després de Meaux i de Troyes (com Eudes I), germà.[8]

casat en primeres noces el 1103 am Matilde de Normandia († 1006)
casat en segones noces amb Ermengarda d'Alvèrnia.
- 1037-1041: Tibald III (1019-1089), comte de Blois, de Chartres, de Tours, de Chateaudun, de Provins, de Meaux i de Troyes (als dos darrers com Tibald I), fill d'Eudes II i d'Ermengarda d'Alvèrnia.[9]

casat en primeres noces amb Garsenda del Maine.
casat en segones noces amb Adelaida de Valois.
En els segles x i xi el comtat de Tours fou disputat entre els tibaldians i els ingelgerians descedents de Folc I el Ros, comte d'Anjou. En 1041 el comte d'Anjou Jofre II Martel es va acabar imposant a la batalla de Nouy i va dominar el comtat de Tours.

### Ingelgerians
Els comtes d'Anjou van posseir llavos el títol sense portar el títol :
- 1041-1060: Jofre II Martell († 1060)
- 1060-1068: Jofre III el Barbut († després de 1096)
- 1068-1109: Folc IV el Tauro (1043-1109)
- 1109-1129: Folc V el Jove, que fou rei de Jerusalem (1095-1143)
- 1129-1151: Jofre V el Bell o Plantagenet (1113-1151)
- 1151-1189: Enric II, rei d'Anglaterra (1133 † 1189)
- 1189-1199: Ricard I Cor de Lleó (1157 † 1199)
- 1199-1204: Joan sense Terra (1167 † 1219)

El 1204 el comtat fou conquerit pel rei Felip August de França i reunit al domini reial.

## Comtes i ducs de Turena en assignació

Armes de Felip l'Agosserat, esdevingudes les de Turena

La Turena, similar a l'antic comtat, fou donat en assignació a cadets de la família reial de França.
- 1346-1375: Felip de França (1336 † 1375), duc d'Orleans i duc de Turena,[10] fill del rei Felip VI de França i de Joana de Borgonya

- 1360-1363: Felip l'Agosserat[11] (1342 † 1404), duc de Turena, després duc de Borgonya, fill del rei Joan II de França i de Bona de Luxemburg. Va renunciar a Turena el 1363 a canvi del ducat de Borgonya.
- 1363-1364: Carles de França,[12] (1337 † 1380), delfí, duc de Turena, rei de França sota el nom de Carles V el 1364, fill gran del rei Joan II de França i de Bona de Luxemburg.
- 1370-1384: Lluís I d'Anjou,[13] duc d'Anjou, rei de Nàpols, duc de Turena, fill de Joan II de França i de Bona de Luxemburg.
- 1387-1407: Lluís I d'Orleans[14] (1372 † 1407), duc d'Orleans i de Turena, fill de Carles V, rei de França i de Joana de Borbó.
- 1407-1417: Joan de França[15] (1398 † 1417), duc de Turena i delfí, fill del rei Carles VI de França i d'Elisabet de Baviera.
- 1417-1422: Carles[16] (1403 † 1461), duc de Turena i delfí, germà de l'anterior, després rei com Carles VII de França.